# کارزار شمالی
اردوی شمالی (انگلیسی: Northern Expedition) لشکرکشی ارتش انقلابی ملی (NRA) کومینتانگ بود که به اردوکشی حزب ملی چین علیه دولت
بئی یانگ شناخته می‌شود. انگیزه جنگ اتحاد چین در انقلاب شین‌های ۱۹۱۱ به فرماندهی چیانگ کای‌شک در پایان دوره جنگسالاران چین بود. این جنگ به دو مرحله تقسیم شد یک مرحله که تا ۱۹۲۷ به طول انجامید و نتیجه‌اش تقسیم نانجینگ – ووهان در شرق چین بود. مرحله دوم از آوریل ۱۹۲۸ آغاز شد و آن سرنگونی دولت بئی یانگ به فرماندهی چیانگ کای‌شک که با نزدیک شدن لشکر به پکن ژانگ زولین رهبر منچوری فرار کرد و در پایان چین مجدداً متحد شد و آغاز دهه نانجینگ آغاز گردید.